# آندره‌آ پتانیا
آندره‌آ پتانیا (ایتالیایی: Andrea Petagna؛ زادهٔ ۳۰ ژوئن ۱۹۹۵) بازیکن فوتبال اهل ایتالیا است که به صورت قرضی برای باشگاه کالیاری بازی می‌کند.